# أومي تينجين
أومي تينجين (باليابانية: 天神 有海، بالروماجي: Tenjin Umi)، هي ممثلة أداء صوتي يابانية وُلِدَت في 25 مارس في محافظة توشيغي، برزت أدوارها في سلسلة أبطال الديجيتال وأهمها دور كوشير (شادي) في الجزأين الأول والثاني.

## وصلات خارجية
- أومي تينجين على موقع IMDb (الإنجليزية)
- أومي تينجين على موقع ميوزك برينز (الإنجليزية)
- أومي تينجين على موقع قاعدة بيانات الفيلم (الإنجليزية)
- أومي تينجين على موقع ANN person (الإنجليزية)